# NGC 7216
NGC 7216 ist eine elliptische Galaxie vom Hubble-Typ E/S0 im Sternbild Indianer am Südsternhimmel. Sie ist schätzungsweise 153 Millionen Lichtjahre von der Milchstraße entfernt und hat einen Durchmesser von etwa 80.000 Lichtjahren.
Im selben Himmelsareal befindet sich u. a. die Galaxie IC 5173.
Das Objekt wurde am 29. Juni 1835 von dem Astronom John Herschel entdeckt.